# ذالسلم (المخادر)

تعديل مصدري - تعديل

ذالسلم محلة تابعة لقرية الصلولة، التابعة لعزلة الوادي بمديرية المخادر إحدى مديريات محافظة إب في الجمهورية اليمنية، بلغ تعداد سكانها 121 حسب تعداد اليمن لعام 2004.